# Doronicum plantagineum
Doronicum plantagineum, o el dorònic de fulles del plantatge, és una planta nativa, asteràcia, europea, incloent els Països Catalans i protegida oficialment a les Muntanyes de Prades. Està naturalitzada a Oregon, Estats Units.
Doronicum plantagineum és una herbàcia perenne que fa fins 80 cm d'alt. Les fulles són arrodonides d'11 cm d'alt. Els capítols són de color groc d'uns 5 cm de diàmetre.
Subespècies
- sinònim de subsp. atlanticum (Rouy) Greuter
- Doronicum plantagineum subsp. emarginatum (H.J.Coste) P.Fourn.
- Doronicum plantagineum subsp. plantagineum
- Doronicum plantagineum subsp. tournefortii (Rouy) Cout.